# Tønsberg
Tønsberg város és község Norvégia délkeleti Østlandet földrajzi régiójában. Vestfold megye közigazgatási központja.

## Földrajz
Területe 107 km², népessége 38 393 (2008).

## Történelem
Tønsberget Norvégia legrégibb városának tartják: Snorri Sturluson szerint a hafrsfjordi csata előtt alapították, melynek dátumát ő 871-re teszi, a modern történészek azonban pár évtizeddel későbbre. Ha Sturlusonnak van igaza, Tønsberg a ma létező legrégibb skandináv város.
1941-ben a város mellett a német megszállók és norvég kollaboránsok koncentrációs tábort létesítettek a norvégiai zsidók begyűjtésére. Az összegyűjtött zsidókat később innen vitték Auschwitzba.